# 미르코 요바노비치
미르코 요바노비치(Mirko Jovanović, 1971년 3월 14일 ~ )는 세르비아 출신의 축구 선수이다.

## 클럽 경력
1999년 K리그 전북 현대 모터스에 입단하여 두 시즌 동안 활약하였다. 당시 등록명은 미르코를 사용하였고 포지션은 공격수였다.
리그 17경기에 출장하여 1득점, 리그컵 4경기에 출장하여 0득점을 기록하였다.